# Wyeomyia antunesi
Wyeomyia antunesi är en tvåvingeart som beskrevs av Lane och Guimaraes 1937. Wyeomyia antunesi ingår i släktet Wyeomyia och familjen stickmyggor. Inga underarter finns listade i Catalogue of Life.